# Por Aí (álbum de Hélvio Sodré)
Polo é o álbum de estreia do cantor brasileiro Hélvio Sodré, lançado de forma independente em 2009. O disco começou a ser gravado em julho de 2009, após deixar sua antiga banda, a Diário de Pulso. O disco alcançou popularidade principalmente pela música "Último Ato", que recebeu versão em videoclipe.[carece de fontes?]

## Faixas
1. "Testemunho"
2. "Decisão"
3. "Céu"
4. "Por aí"
5. "Vai voltar"
6. "Coração de Pedra"
7. "Ultimo ato"
8. "Sem dizer Adeus"
9. "Eu não vou mais fingir"
10. "Universo criado"
11. "Marcas"
12. "Bíblia Azul"